# نوى جسرية
النوى الجسرية (بالإنجليزية: Pontine nuclei)‏ هي جزء من الجسر وتشترك في النشاط الحركي . تحمل الألياف الجسرية القشرية المعلومات من القشرة الحركية الأساسية للنواة الجسرية المقابلة في الجسر الباطني. ومن ثم يحمل البروز المخيخي الجسري تلك المعلومات إلى المخيخ المضاد عبر السويقة المخيخية الوسطى . امتداد هذه الأنوية في النخاع المستطيل يسمى بالنواة المقوسة والتي لديها نفس الوظيفة.
ولذلك فهي تسمح بتعديل الحركات على ضوء نتائجها، أو تصحيح الأخطاء وبالتالي فهي مهمة في تعلم المهارات الحركية.

## وصلات خارجية
- Diagram at mindsci-clinic.com